# Lý thuyết vùng năng lượng
Để giải thích rõ các quá trình ion hóa và tái hợp trong chất bán dẫn, cần phải sử dụng thuyết " miền năng lượng " trong các vật rắn. Thuyết này cho rằng electron chuyển động trong một điện trường tuần hoàn được tạo ra bởi các ion và các electron nên chúng được coi là đứng yên. Các electron được coi như 1 "chất lỏng electron" tích điện âm chiếm phần không gian giữa các ion. Chúng bù trừ với các điện tích dương của ion đứng ở nút mạng làm cho mạng trung hòa về điện. Như vậy, điện trường sẽ biến đổi tuần hoàn trong không gian chứa các mạng tinh thể. Kết quả là ta có bài toán về chuyển động của 1 electron trong điện trường không biến đổi biến thiên tuần hoàn.Việc giải bài toán này trong cơ học lượng tử dẫn đến thuyết miền năng lượng, nó đặc trưng cho các trạng thái năng lượng của 1 electron nằm trong điện trường nói trên.